# Jardins Leonini
Les Horti Leonini couvrent une vaste étendue publique située dans les anciens remparts de San Quirico d'Orcia (province de Sienne).

## Historique
Créés vers l'année 1581 sur un terrain que François Ier de Médicis  avait donné à Diomede Leoni, les Jardins Leonini prirent le nom de leur propriétaire. Les Horti (Jardins) ont conservé leur structure originale et sont l'exemple typique du jardin à l'italienne.
Le relief du terrain a influencé la disposition du jardin qui se compose de deux zones.
La partie inférieure (plus artificielle) et la partie supérieure (plus naturelle).
La zone inférieure, en forme de losange est accessible à partir d'une petite cour en briques. Elle est entourée de murs et de chênes taillés. Cette zone, constituée de parterres triangulaires bordés par une double haie de buis, comporte en son centre la statue de Cosme III de Médicis. Cette statue a été réalisée par  Bartolomeo Mazzuoli (1688).
La disposition du jardin en étoile est modifiée par les différents niveaux de taille des bois qui délimitent chaque parterre. Le long chemin qui traverse symétriquement le jardin, mène à une échelle qui le relie à une esplanade gazonnée.
L'esplanade, où s'érigeait jadis une tour médiévale (détruite lors de la dernière guerre mondiale)
est située au milieu d'un bois de chênes séculaires, traversé par des sentiers sinueux.

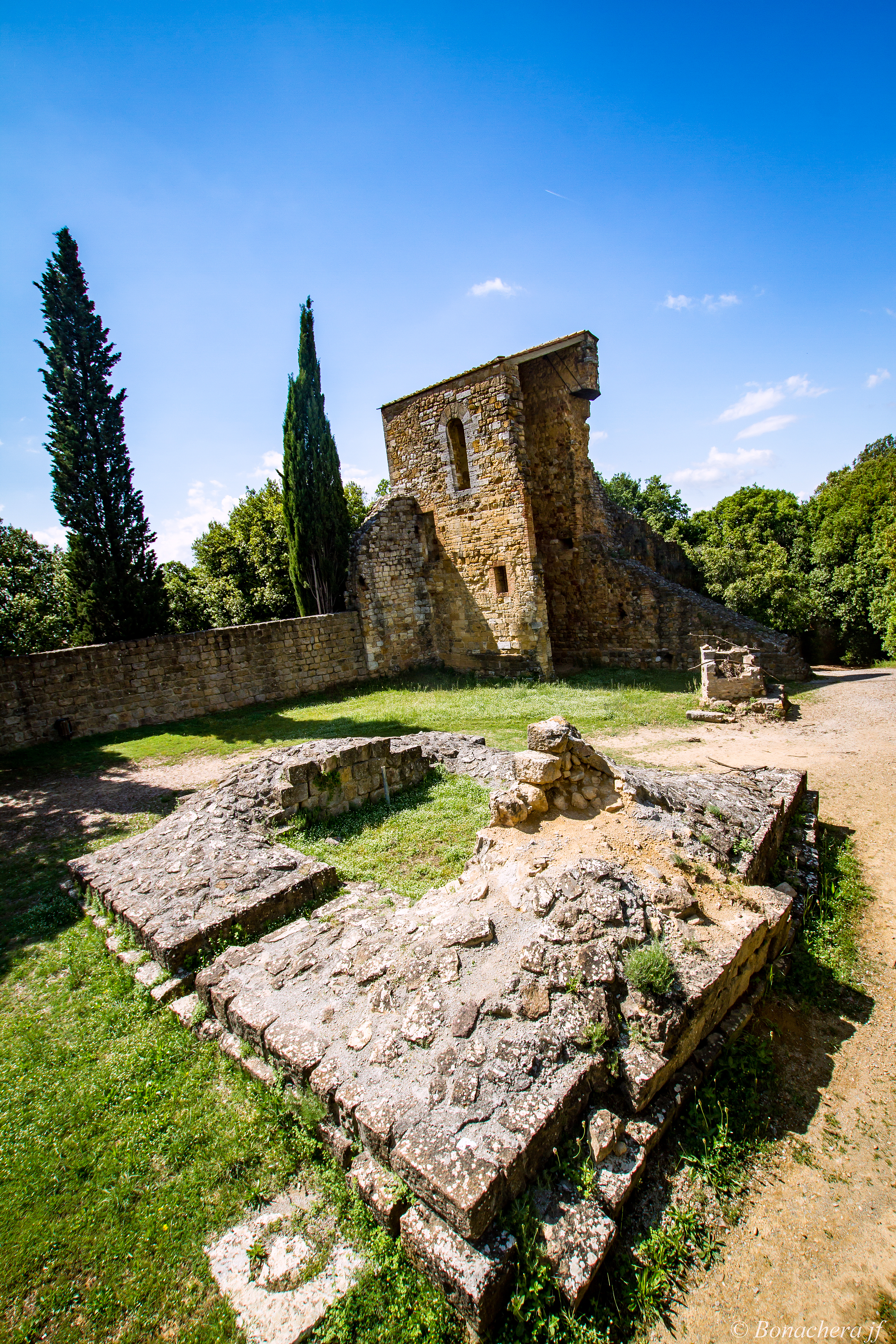
Horti leonini : les restes de la tour médiévale

Le boulevard mitoyen à l'agglomération côtoie le jardin inférieur, la partie basse du bois et conduit à une autre entrée datant du XVe siècle qui mène à une petite zone située dans la partie orientale du mur d'enceinte. Cette zone est plantée de rosiers.
Parmi les sculptures présentes dans la parc (caractérisées par une connotation symbolique),
on remarque deux têtes de lion, posées sur les portails d'entrée ainsi que la tête de Janus bicéphale, placée à la frontière de la faune sauvage et du jardin proprement dit.
Les têtes de lion font référence au nom et à la puissance du propriétaire, tandis que la tête de Janus souligne la différence des deux zones dont il marque les limites.
Quelques inscriptions placées dans le parc font l'éloge du propriétaire et auteur du projet.
Parmi les annexes, on remarque, adossé au mur d'enceinte, un petit palais de style Renaissance, ainsi qu'un pâté de maisons rustiques situé sur la partie haute du jardin.
Les Orti Leonini, qui depuis 1975 sont la propriété de la commune de San Quirico d'Orcia, sont ouverts au public tous les jours. L'ensemble est resté inchangé grâce à une série d'interventions conservatoires, supervisées par la direction générale des beaux-arts pour les provinces de Sienne et Grosseto.

## Source
- (it) Cet article est partiellement ou en totalité issu de l’article de Wikipédia en italien intitulé « Horti Leonini » (voir la liste des auteurs).